# Corey Beaulieu
Corey King Beaulieu (22 de novembre de 1983, Brunswick, Maine) és un guitarrista estatunidenc del grup de metal Trivium.

## Guitarres
- Dean Corey Beaulieu Signature 7 string black with silversparkle pinstripe
- Dean Corey Beaulieu Signature 7 string
- Dean Corey Beaulieu Signature CBV
- Dean Corey Beaulieu prototype 7 string
- Dean Dime Razorback V "Blood Angel"
- Dean Dime Razorback V's (Red with black bevels)
- Dean Dime Razorback V's (Explosion)
- Dean Dime Razorback V's (Skull V)
- Dean Dime Razorback Tribute (Rust)
- Dean Dime Dean From Hell
- Dean Vendetta 1.7
- B.C. Rich Warlock
- Ibanez RG270DX Blue (EMG 81, s, 85 Pickups)
- Jackson King V 2 USA w/ Black Ghost Flame Graphics
- Jackson King V 2 USA Black
- Jackson DX10D
- Epiphone Les Paul Standard (Primera guitarra d'en Corey)

## Trivium
- Ascendancy (2005)
- The Crusade (2006)
- Shogun (2008)

## Aparences
- Roadrunner Unidos
- Metales